# 刘德升
劉德升（？—？），字君嗣，颍川阳翟（今河南禹州市），東漢書法家，創立了行書，后世称为“行书鼻祖”。著有《書斷》、《陸深書輯》及《夢英十八體書》。